# En mi Viejo San Juan
"En mi Viejo San Juan" es una canción del compositor y cantante puertorriqueño Noel Estrada. Ha sido interpretada por diversos cantantes y traducida a varios idiomas. La canción es ampliamente conocida en todo el mundoy tiene interpretaciones en alemán, inglés y francés. Se han realizado más de 1.000 grabaciones distintas de la canción en todo el mundo.
La canción fue escrita en 1942  dedicada al hermano de Estrada, que había sido enviado a Panamá durante la Segunda Guerra Mundial y sentía nostalgia por su natal Puerto Rico .  La canción se ha convertido en un himno entre la comunidad emigrante portorriqueña en Nueva York. 

## Fondo
La canción fue grabada por primera vez por El Trio Vegabajeño en 1943 con la disquera RCA Victor y luego con Mar-Vela. La canción tuvo un impacto inmediato por lo que rápidamente surgieron difrerentes versiones. Dos interpretaciones posteriores alcanzaron una gran popularidad en radios: la del Cuarteto Manuel Jiménez (RCA Víctor, 1948) y la de Joe Valle con Moncho Usera y su orquesta (Seeco, 1949). 

## Tema

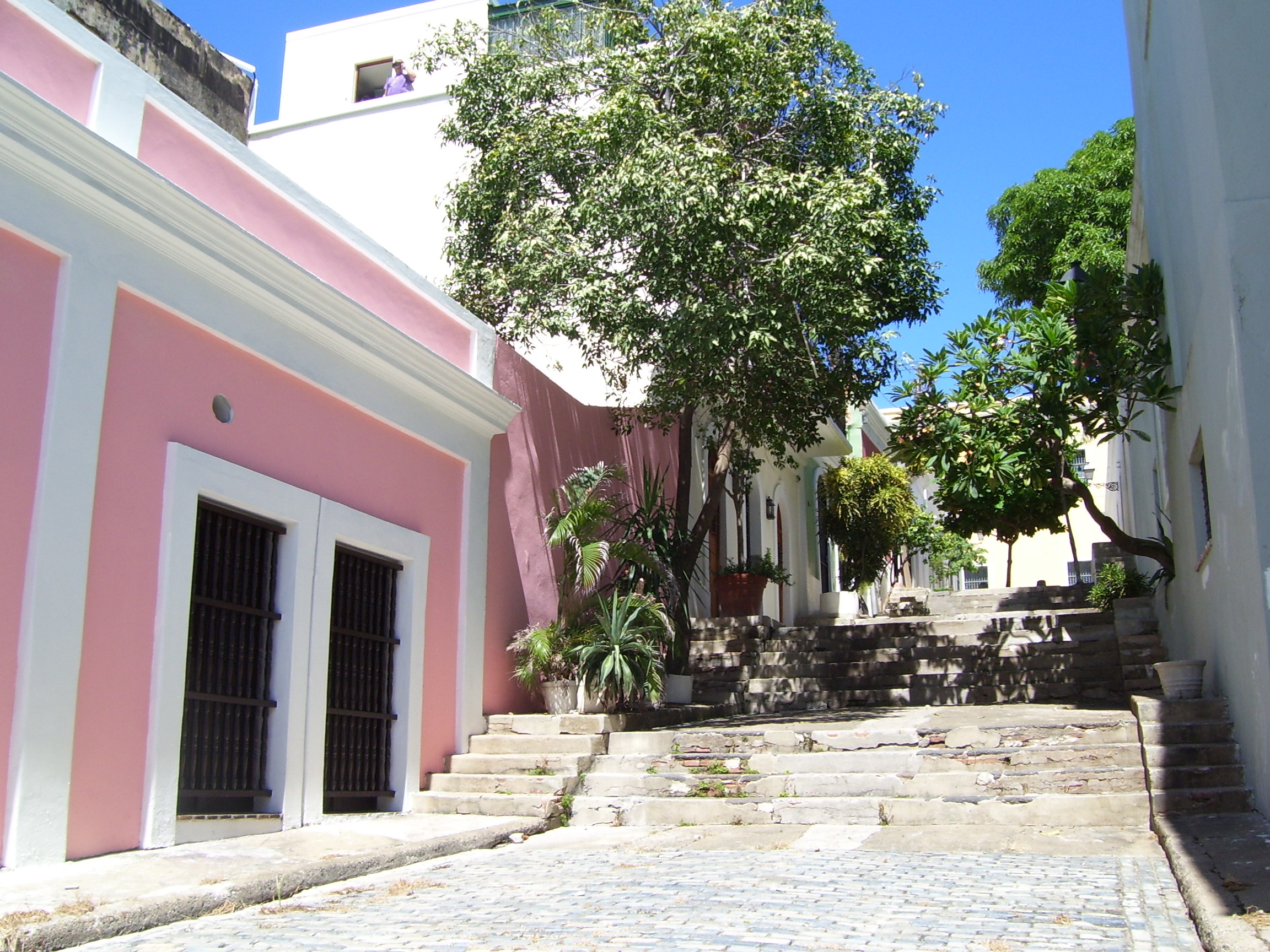
Calle del Viejo San Juan, ciudad que alude la canción.

Junto con La Borinqueña y Preciosa, "En mi Viejo San Juan" es considerado un himno por muchos puertorriqueños, especialmente aquellos que viven lejos de su país natal. Los temas nostálgicos de la canción. proporcionó un contraste musical frente a canciones anglosajonas como America de West Side Story y America de Neil Diamond  que presentaban a la migración en términos más positivos. 
A pesar de su motivación y orígenes militares originales, la canción refleja los sentimientos no sólo de los portorriqueños estacionados en el extranjero como militares como lo fue el hermano de Estrada, Eloy Jr., sino también de toda la diáspora puertorriqueña .   En todos los sentidos, la canción es un reflejo de la conexión amorosa íntima de Estrada con su patria. 

## Popularidad
"En mi Viejo San Juan" es considerado un clásico y ha sido interpretado por numerosos artistas.  Interpretada originalmente por El Trío Vegabajeño,  la canción luego sería interpretada por artistas como Luis Miguel,  Javier Solis,    Vikki Carr,  Danny Rivera,  Marco Antonio Muñiz,  Trío Los Panchos,  Rafael Cortijo,  Ismael Rivera, Celia Cruz, y Rocío Dúrcal ,[cita requerida] más cientos de otras voces, incluidas Libertad Lamarque, Marco Antonio Muñiz, Ginamaría Hidalgo y Felipe Pirela . 
En 1999, el cantautor mexicano Marco Antonio Solís realizó una versión en vivo de la canción durante su concierto en el Centro de Bellas Artes que fue incluida en su álbum en vivo En Vivo (2000).  Su versión alcanzó el puesto 23 en el Billboard Hot Latin Songs y el número ocho en las listas Regional Mexican Airplay en Estados Unidos.  En 2012, el pianista estadounidense Arthur Hanlon realizó una versión en vivo de la canción donde estuvo acompañado por Marc Anthony para el álbum Encanto del Caribe (2012) de Hanlon. Fue presentado durante el primer concierto grabado en el Castillo de San Cristóbal . 
La canción también ha sido grabada en al menos otros tres idiomas: inglés, alemán y francés. Hay versiones en varios géneros musicales, incluyendo instrumental, acústica, tango, bolero, ranchera, y hasta una versión disco de Oscar Solo.  La canción se escucha en más de 50 películas mexicanas y más de 20 puertorriqueñas, incluidas "Romance en Puerto Rico" (1961) y "Mi aventura en Puerto Rico" de Antonio Aguilar (1975). 
En mi Viejo San Juan ha sido grabado por orquestas americanas, rusas, alemanas, francesas, japonesas, entre otras. La primera interpretación conocida en francés fue la de la vedette Lolita Cuevas . Se han realizado al menos más de 1.000 grabaciones distintas de la canción en todo el mundo. Los únicos otros boleros que han alcanzado tal popularidad son "Obsesión" y "Perdón" (de Pedro Flores) y "Piel canela" (de Bobby Capó), seguidos de "Desvelo de amor" y "Capullito de alelí" (de Rafael Hernández Marín).  

## Legado
En 1971, durante la gestión municipal de Carlos Romero Barceló, la canción fue adoptada como himno oficial de la Ciudad de San Juan .    La ciudad de San Juan también aprobó una resolución que convierte al autor de la canción, Noel Estrada, en ciudadano honorario de la ciudad. 
El poema "Mainstream Ethics" de Tato Laviera, publicado en 1988 usa la mayor parte de la letra de la canción para representar el motivo migratorio portorriqueño de la "puerta giratoria". 

## Grabaciones
Esta es una lista parcial de grabaciones de la canción por año. 
- Noel Estrada (RCA Víctor, 1943)
- El Trío Vegabajeño (RCA Víctor, 1943)
- Cuarteto Manuel Jiménez (RCS Víctor, 1948)
- Joe Valle con Moncho Usera y su orquesta (Seeco, 1949)
- Julito Rodríguez y su Trío Los Primos (Ansonia, 1957)
- Ñico & His Latin Brass (Discuba, 1960)
- Cortijo y Su Combo en voz de Ismael Rivera (Gema, 1961)
- Billo's Caracas Boys en voz de José Luis Rodríguez (Velvet, 1964)
- Gilberto Monroig (Borinquén, 1964)
- Leroy Smith y su Melo'stone (Borinquen, 1964)
- Javier Solís ( Colombia, 1965)
- Luis Pérez Meza ( Musart, 1965)
- Libertad Lamarque ( RCA Víctor, 1966)
- Sonia La Única (RCA Víctor, 1967)
- Juan Legido (Terciopelo, 1967)
- Felipe Rodríguez "La Voz" y su Trío Los Antares (RCA Victor, 1967)
- Los Chavales de España en voz de Luis Tamayo ( Tico, 1967)
- Quetcy Alma Martínez "La Lloroncita" (Arte Pop, 1967)
- Leo Marini con la Sonora Matancera (Seeco, 1972)
- Antonio Aguilar (Musart, 1974)
- Ismael Miranda (Fania, 1975)
- Óscar Solo (Borinquen, 1977)
- Francisco "El Songo" Santana (Kubaney, 1979)
- Ramoncito Rodríguez y su Trío Los Andinos (Ritmo y Sonido, 1991)
- Prodigio Claudio (Combo, 1991)
- Cuarteto Los Kintos (Disco Hit, 1992)
- Julia Barrera ( CR, 1992)
- Ángel Náter y su Orquesta Escambrón en voz de Noel Linares (Oeran, 1995)
- Jimmy Rey (Sonolux, 1997)
- Gerardito Fernández ( Sony Latin, 1998)
- Charlie Zaa (Sonolux, 1998)
- José Feliciano (PolyGram Latino, 1999)
- Emilio José (2000)
- Eddie Ricardo (Maci, 2003)
- Lupillo Rivera (Sony Latino, 2004)
- Modesto Nieves, virtuoso cuatrista (HCP, 2004)